# George Neville Watson
George Neville Watson (* 31. Januar 1886 in Westward Ho!, Devon; † 2. Februar 1965 in Leamington Spa, Warwickshire) war ein englischer Mathematiker, der sich mit Analysis beschäftigte.

## Leben und Wirken
George Neville Watson war der Sohn des Schulrektors und Genealogen (Mitherausgeber des The Complete Peerage) George Wentworth Watson. Er ging auf die St Paul’s School in London, wo John Edensor Littlewood sein Mitschüler war und wo er Schüler von Francis Macaulay war. 1904 begann er, nachdem er ein Stipendium gewann, am Trinity College der Cambridge University zu studieren, wo Edmund Whittaker, Ernest William Barnes und Godfrey Harold Hardy seine Lehrer waren. 1907 schloss er sein Studium als Senior Wrangler ab. 1909 gewann er den Smith-Preis und wurde ein Jahr später Fellow des Trinity College. 1914 wurde er Assistent Lecturer an der Universität Birmingham und 1918 Mason Professor of Pure Mathematics in Birmingham, wo er bis zu seiner Emeritierung 1951 blieb.
Watson arbeitete über spezielle Funktionen, Differential- und Differenzengleichungen, Funktionentheorie, asymptotische Entwicklungen (zum Beispiel Satz von Watson bei der Borel-Summierung) und Zahlentheorie. Er ist noch heute bekannt als Ko-Autor von A course of modern analysis mit Whittaker, das zuerst 1902 erschien (in der ersten Auflage noch ohne Watson auf dem Titel) und lange das Standardlehrbuch der höheren Analysis nicht nur in England war. 1922 erschien Watsons Monographie A theory of Bessel Functions.
1918 zeigte er, dass ein bis dahin verwendetes vereinfachtes Modell der Ausbreitung von Radiowellen auf der Erde unvollständig ist, solange die Ausbreitung in der von Oliver Heaviside 1902 postulierten Schicht in der Ionosphäre (in etwa 100 km Höhe, wie Watson vorhersagte) nicht mit berücksichtigt wird. 1923 wurde seine und Heavisides Vorhersage experimentell bestätigt.
Watson war intensiv mit der Herausgabe der Notizbücher des genialen, früh verstorbenen Mathematikers S. Ramanujan beschäftigt, der in Cambridge mit Hardy und Littlewood zusammenarbeitete. Watson veröffentlichte mehrere Arbeiten, die auf Beobachtungen Ramanujans aufbauten. Er hatte eine Leidenschaft für numerisches Rechnen, Briefmarken, Zeitpläne aller Art und speziell der Eisenbahn.
1919 wurde er als Mitglied („Fellow“) in die Royal Society aufgenommen, die ihm 1946 die Sylvester-Medaille verlieh. 1919 bis 1933 war er Sekretär und 1933 bis 1935 Präsident der London Mathematical Society (LMS), deren Proceedings er bis 1946 herausgab. 1947 erhielt er die de Morgan-Medaille der LMS. Er war Ehrenmitglied der Royal Society of Edinburgh.
Er wird meist einfach als G. N. Watson zitiert.
George Neville Watson war seit 1925 verheiratet und hatte einen Sohn.